# Niphothixa
Niphothixa là một chi bướm đêm thuộc phân họ Tortricinae của họ Tortricidae.

## Các loài
- Niphothixa amphibola Diakonoff, 1960
- Niphothixa atava Diakonoff, 1970
- Niphothixa dryocausta (Meyrick, 1938)
- Niphothixa niphadacra Diakonoff, 1960
- Niphothixa ophina Bradley, 1965